# Miconia agrestis
 (septembre 2024).
La mise en forme du texte ne suit pas les recommandations de Wikipédia : il faut le « wikifier ».
Les points d'amélioration suivants sont les cas les plus fréquents :
- Les titres sont pré-formatés par le logiciel. Ils ne sont ni en capitales, ni en gras.
- Le texte ne doit pas être écrit en capitales (les noms de famille non plus), ni en gras, ni en italique, ni en « petit »…
- Le gras n'est utilisé que pour surligner le titre de l'article dans l'introduction, une seule fois.
- L'italique est rarement utilisé : mots en langue étrangère, titres d'œuvres, noms de bateaux, etc.
- Les citations ne sont pas en italique mais en corps de texte normal. Elles sont entourées par des guillemets français : « et ».
- Les listes à puces sont à éviter, des paragraphes rédigés étant largement préférés. Les tableaux sont à réserver à la présentation de données structurées (résultats, etc.).
- Les appels de note de bas de page (petits chiffres en exposant, introduits par l'outil «  Source ») sont à placer entre la fin de phrase et le point final[comme ça].
- Les liens internes (vers d'autres articles de Wikipédia) sont à choisir avec parcimonie. Créez des liens vers des articles approfondissant le sujet. Les termes génériques sans rapport avec le sujet sont à éviter, ainsi que les répétitions de liens vers un même terme.
- Les liens externes sont à placer uniquement dans une section « Liens externes », à la fin de l'article. Ces liens sont à choisir avec parcimonie suivant les règles définies. Si un lien sert de source à l'article, son insertion dans le texte est à faire par les notes de bas de page.
- La présentation des références doit suivre les conventions bibliographiques. Il est recommandé d'utiliser les modèles {{Ouvrage}}, {{Chapitre}}, {{Article}}, {{Lien web}} et/ou {{Bibliographie}}. Le mode d'édition visuel peut mettre en forme automatiquement les références.
- Insérer une infobox (cadre d'informations à droite) n'est pas obligatoire pour parachever la mise en page.

Pour une aide détaillée, merci de consulter Aide:Wikification.
Si vous pensez que ces points ont été résolus, vous pouvez retirer ce bandeau et améliorer la mise en forme d'un autre article.
Espèce
Synonymes
Selon Tropicos (21 septembre 2024)
- Clidemia agrestis (Aubl.) D. Don
- Leandra agrestis (Aubl.) Raddi
- Melastoma agrestis Aubl. - Basionyme
- Oxymeris agrestis (Aubl.) Triana
- Staphidium agreste (Aubl.) Naudin

Selon GBIF (21 septembre 2024)
- Clidemia agrestis (Aubl.) D.Don
- Clidemia depauperata DC.
- Leandra agrestis (Aubl.) Raddi
- Melastoma agrestis Aubl. - Basionyme
- Oxymeris agrestis (Aubl.) Triana
- Staphidium agreste (Aubl.) Naudin

Miconia agrestis est une espèce de plantes à fleurs de la famille des Melastomataceae. C'est un arbuste endémique de Guyane et de l'Amapá.
Il est connu en Guyane sous le nom de takalawolu y)wa (Wayampi).

## Description
Miconia agrestis est un arbuste haut de 0,5-1(-2) m, les branches laissent apparaître les nervures primaires des feuilles. 
Les inflorescences et l'hypanthium sont modérément à densément fins avec des poils lâches. Le pétiole est long de 1-3 cm. Le limbe mesure (5-)6-10(-13) x (2-)3-5(-6) cm, est de forme elliptique à oblongue-elliptique, à apex graduellement court-acuminé, à base largement aiguë à obtuse, finement et distinctement ciliée-crénelée, sur les deux surfaces peu finement sétosée, 5(-7)-nervée ou brièvement plissée.
Le panicule est long de 3-5 cm et assez peu fleuri.
Les fleurs sont 5-mères et secondes sur les branches, avec des bractéoles sétacés, des pédicelles longs d'environ 0,4 mm, et l'hypanthium de 2,5 mm de long.
Les poils en petite partie (ainsi que sur les branches de l'inflorescence) sont glanduleux.
Les lobes du calice sont longs d'environ 0,7 mm et ovales, les dents externes sétifères dépassant de 0,71 mm.
Les pétales blancs mesurent 2,7-3 x 1-1,4 mm oblongs-elliptiques, aigus, glabres.
La thèques est longue de 1,8-2 mm.
L'ovaire est à 3 cellules et 3/4 inférieur modérément glanduleux-sétuleux à l'apex.

En 1953, Lemée en propose la description suivante de Miconia agrestis :

« L. agrestis Raddi. (Clidemia a. D . Don, C. depauperata Dec.). Arbrisseau à rameaux pourvus de poils étalés plus ou moins crépus ; feuilles pétiolées ovales-lancéolées avec acumen assez long, finement membraneuses , avec poils épars en dessous, 5-nervées ; panicules courtes (0,O3-O,05) pauciflores, fleurs à calice hérissé de longs poils crépus épars, dents extérieures 3 fois plus courtes que le tube, ovaire glabre, à 3 loges ; baie bleue subglobuleuse, à diamètre de 4 mm. - Guy . franç. (Aublet, Richard, Dec. Monog. VII, 692). »

— Albert Lemée, 1953.

## Répartition
Miconia agrestis est présent de la Guyane à l'Amapá (Brésil).

## Écologie
Miconia agrestis pousse dans le sous-étage de forêt pluviale de basse altitude.

## Usage
Les fruits seraient antibilieux selon Heckel.

## Protologue

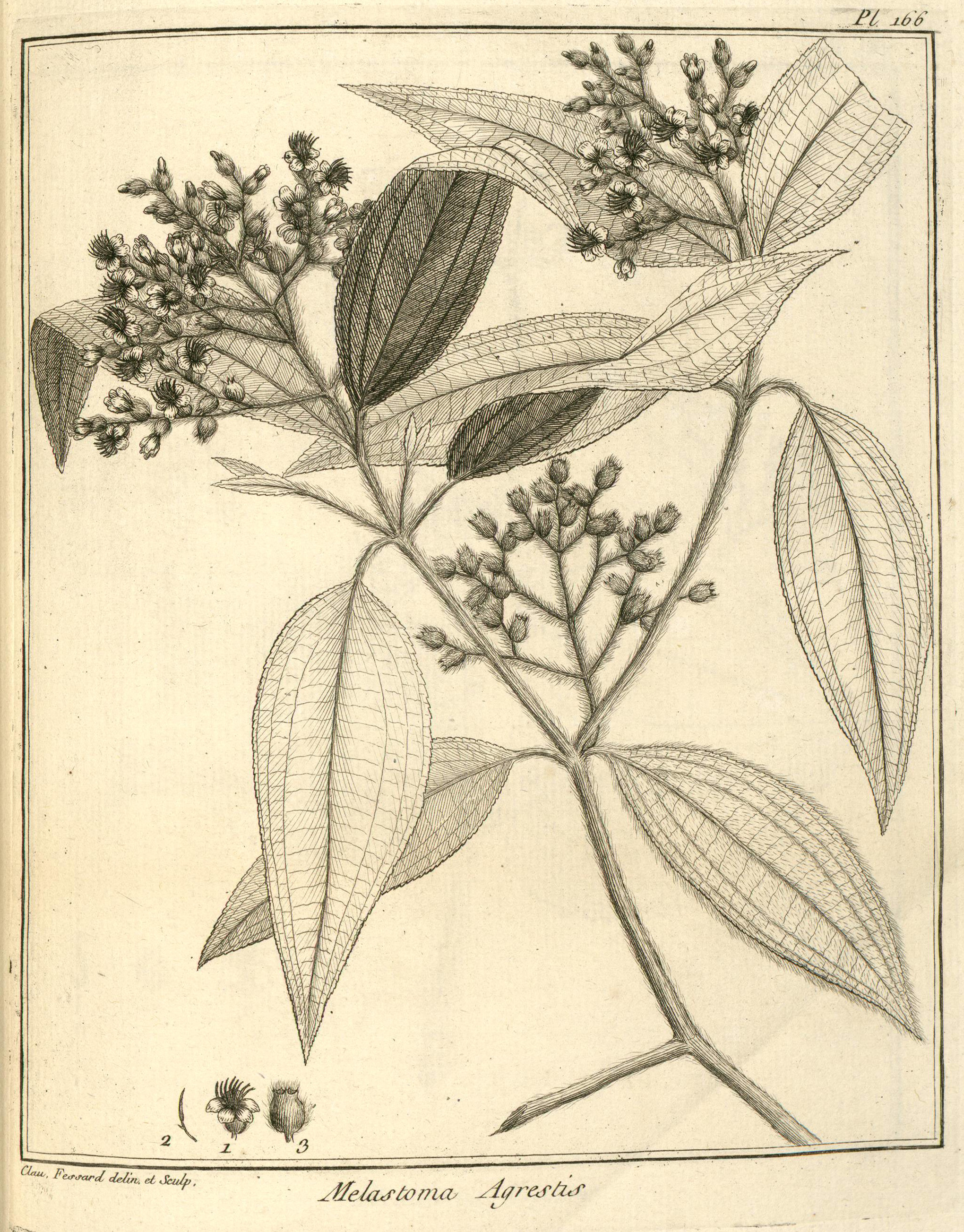
Miconia agrestis par Aublet (1775) 1. Fleur épanouie. - 2. Étamine. - 3. Baie.

En 1775, le botaniste Aublet a décrit Miconia agrestis et en a proposé le protologue suivant : 

« 14. MELASTOMA (agreſtis) foliis ovato-oblongis, floribus albis, paniculatis. (Tabula 166.)
Plant a plures caules ramofos, villoſos, rectos, bi aut tri-pedales; è radice perenni emittens. Folia oppoſita, ovato-oblonga, acuta, ſubſerrata, quinque-nervia, villoſa, ferruginea, petiolata. Flores paniculati, terminates, & in axillis ramulorum. Corolla alba. Stamina decem, uno verſu declinata. Pericarpium : bacca ovata, villoſa, ſubcærulea, calici adnata, & ipſius denticulis coronata, quinque-locularis, dulcis & edulis.
Floret variis anni temporibus.
Habitat Caiennæ ad ripas rivulorum, & in muris antiquis.

LE MéLASTOME champêtre. (PLANCHE 166.)
Cette plante pouſſe de ſa racine pluſieurs tiges rameuſes, velues, hautes de deux à trois pieds, & garnies de feuilles deux à deux, oppoſées & diſpoſées en croix; elles ſont ovales, légèrement dentelées, terminées par une longue pointe ; leur longueur eſt de quatre pouces, & leur largeur eſt de deux ; elles ſont couvertes de poils rouſſatres, marquées de cinq nervures longitudinales, & de pluſieurs tranſverſales intermédiaires. Leur pédicule a un demi-pouce de longueur ; il eſt creuſé en gouttiere ſur ſa face ſupérieure, & eſt convexe en deſſous. 
Les fleurs naiſſent ſur des panicules à l'extrémité & aux aiſſelles des rameaux. Le calice eſt évaſé en ſon limbe, marqué de cinq dentelures. 
Les pétales ſont au nombre de cinq, blancs, attachés par un onglet entre les dentelures du calice. 
Les étamines ſont au nombre de dix, rangées ſur un diſque au deſſous de l'inſertion des pétales ; leur filet eſt rougeâtre ; les anthères ſont fourchues à leur partie inférieure, articulées ſur le filet ; elles ſont à deux bourſes dont chacune s'ouvre en deux valves. 
Le piſtil eſt un ovaire arrondi, ſurmonté d'un style qui eſt terminé par un stigmate obtus. 
L'ovaire conjointement avec le calice, devient une baie velue, bleuâtre, ſucculente, partagée en cinq loges par une cloiſon membraneuſe, & remplie de semences menues. 
Il m'aparu que cette plante perdoit chaque année ſes tiges, & qu'elle en pouſſoit enſuite de nouvelles. 
Les Créoles mangent les baies qui m'ont paru d'un goût doux & agréable.
Cette plante croît dans l'île de Caïenne contre les vieilles murailles. »

— Fusée-Aublet, 1775.